# Werschenschlag
Werschenschlag ist eine Ortschaft und eine Katastralgemeinde der Gemeinde Waldhausen im Bezirk Zwettl in Niederösterreich.

## Geschichte
Der Ort wird erstmals 1237 schriftlich als Wersenslage erwähnt.
Im Jahr 1822 wurde der Ort als Dorf mit 22 Häusern genannt, das nach Brand eingepfarrt war, wohin auch die Kinder eingeschult wurden. Die Herrschaft Rastenberg besaß die Ortsobrigkeit, übte die Landgerichtsbarkeit aus, besorgte die Konskription und hatte die Grundherrschaft inne.
Mit der Aufhebung der Grundherrschaften wurde der Ort 1849 eine Katastralgemeinde der Ortsgemeinde Brand. Zu dieser zählte auch noch die Einzellage Neumühle.
Laut Adressbuch von Österreich waren im Jahr 1938 in Werschenschlag ein Gastwirt, ein Müller mit Sägewerk und einige Landwirte ansässig.
Am 1. Jänner 1968 wurde das Dorf durch die Eingemeindung von Brand dann ein Teil der Gemeinde Waldhausen.

## Siedlungsentwicklung
Zum Jahreswechsel 1979/1980 befanden sich in der Katastralgemeinde Werschenschlag insgesamt 30 Bauflächen mit 17.367 m² und 51 Gärten auf 38.339 m², 1989/1990 gab es 27 Bauflächen. 1999/2000 war die Zahl der Bauflächen auf 96 angewachsen und 2009/2010 bestanden 38 Gebäude auf 92 Bauflächen.

## Bodennutzung
Die Katastralgemeinde ist landwirtschaftlich geprägt. 182 Hektar wurden zum Jahreswechsel 1979/1980 landwirtschaftlich genutzt und 143 Hektar waren forstwirtschaftlich geführte Waldflächen. 1999/2000 wurde auf 164 Hektar Landwirtschaft betrieben und 162 Hektar waren als forstwirtschaftlich genutzte Flächen ausgewiesen. Ende 2018 waren 159 Hektar als landwirtschaftliche Flächen genutzt und Forstwirtschaft wurde auf 165 Hektar betrieben. Die durchschnittliche Bodenklimazahl von Werschenschlag beträgt 22,7 (Stand 2010).